# Episodi de Le regole dell'amore (settima stagione)
La settima e ultima stagione della serie televisiva Le regole dell'amore è stata trasmessa sul canale statunitense CBS dal 4 febbraio al 20 maggio 2013.
In Italia è stata trasmessa in prima visione su Comedy Central dal 12 novembre al 24 dicembre 2013. In chiaro è stata trasmessa dal 30 maggio al 4 giugno 2015 in orario mattutino su Italia 1.
| nº | Titolo originale     | Titolo italiano             | Prima TV USA     | Prima TV Italia  |
| -- | -------------------- | --------------------------- | ---------------- | ---------------- |
| 1  | Liz Moves In         | Tre cuori in affitto        | 4 febbraio 2013  | 12 novembre 2013 |
| 2  | Taking Names         | La scelta del nome          | 11 febbraio 2013 | 12 novembre 2013 |
| 3  | Cats & Dogs          | Gatti e gioielli            | 18 febbraio 2013 | 19 novembre 2013 |
| 4  | Cupcake              | Il dolcetto                 | 25 febbraio 2013 | 19 novembre 2013 |
| 5  | Fountain of Youth    | La fontana della giovinezza | 4 marzo 2013     | 26 novembre 2013 |
| 6  | Baby Talk            | Baby talk                   | 11 marzo 2013    | 26 novembre 2013 |
| 7  | Role Play            | Il gioco delle parti        | 18 marzo 2013    | 3 dicembre 2013  |
| 8  | Catering             | Il catering                 | 25 marzo 2013    | 10 dicembre 2013 |
| 9  | Cooking Class        | Corso di cucina             | 15 aprile 2013   | 10 dicembre 2013 |
| 10 | Unpleasant Surprises | Spiacevoli sorprese         | 22 aprile 2013   | 17 dicembre 2013 |
| 11 | Timmy Quits          | Timmy se ne va              | 29 aprile 2013   | 17 dicembre 2013 |
| 12 | A Wee Problem        | Problemi di incontinenza    | 6 maggio 2013    | 24 dicembre 2013 |
| 13 | 100th                | Il giorno dei giorni        | 20 maggio 2013   | 24 dicembre 2013 |